# Andrzej Szarata
Andrzej Rafał Szarata (ur. 27 marca 1975 w Krynicy-Zdroju) – polski naukowiec, profesor nauk inżynieryjno-technicznych o specjalności inżynieria ruchu i modelowanie podróży. Od 2023 rektor Politechniki Krakowskiej im. Tadeusza Kościuszki.

## Życiorys
Urodził się 27 marca 1975 w Krynicy-Zdroju. W 1999 ukończył studia magisterskie na Wydziale Budownictwa Politechniki Śląskiej w Gliwicach. Także od 1999 naukowo związany Politechniką Krakowską im. Tadeusza Kościuszki, gdzie początkowo był zatrudniony na stanowisku asystenta naukowo-dydaktycznego. W 2006 doktoryzował się na Wydziale Inżynierii Lądowej PK na podstawie rozprawy pt. Ocena efektywności funkcjonalnej parkingów przesiadkowych (P+R). 27 lutego 2014 na podstawie monografii pt. Modelowanie podróży wzbudzonych oraz tłumionych zmianą stanu infrastruktury uzyskał na Wydziale Transportu Politechniki Warszawskiej stopień doktora habilitowanego. Tytuł profesora nauk inżynieryjno-technicznych uzyskał 28 września 2020.
W działalności naukowo-badawczej zajmuje się inżynierią lądową, a zwłaszcza zagadnieniami związanymi z transportem m.in. systemami komunikacyjnymi, modelowaniem podróży, funkcjonalnością rozbudowy i modernizacji linii kolejowych oraz układu drogowego.
Zatrudniony w charakterze profesora na WIL PK. W latach 2014–2016 kierownik Katedry Systemów Komunikacyjnych, a w latach 2016–2023 dziekan WIL PK. W związku ze śmiercią dotychczasowego rektora prof. Andrzeja Białkiewicza, w ramach wyborów uzupełniających, 12 maja 2023 został wybrany rektorem PK w kadencji 2020–2024. 27 czerwca 2024 wybrany ponownie na rektora PK na kadencję 2024–2028.
Został wybrany członkiem m.in. Rady ds. Szkolnictwa Wyższego, Nauki i Innowacji przy Prezydencie RP, Komitetu Transportu Polskiej Akademii Nauk, Komisji Nauk Technicznych Polskiej Akademii Umiejętności, Polskiego Związku Inżynierów i Techników Budownictwa, Stowarzyszenia Inżynierów i Techników Komunikacji RP.
Jest przewodniczącym Rady Naukowej Stowarzyszenia Euroregion Karpacki Polska oraz Komitetu Nauki Stowarzyszenia Inżynierów i Techników Komunikacji RP. Ponadto jest członkiem rad naukowych m.in.: Instytutu Kolejnictwa, Instytutu Techniki Budowlanej, Generalnej Dyrekcji Dróg Krajowych i Autostrad oraz Metra Warszawskiego.
Prywatnie żonaty, ma jednego syna. Hobbystycznie zajmuje się modelarstwem i stolarstwem. Posiada dyplom mistrzowski w rzemiośle złotnictwo.

## Wybrane publikacje
- Szarata Andrzej: Zintegrowane węzły przesiadkowe w procesie kształtowania zrównoważonej mobilności w miastach. Kraków: Wydawnictwo Stowarzyszenia Inżynierów i Techników Komunikacji RP. Oddział, 2019. ISBN 978-83-63492-11-3. Brak numerów stron w książce
- Kulpa Tomasz, Szarata Andrzej: The methodological aspects of regional travel model development. 2015, s. 151–168, seria: Recent advances in civil engineering: road and transportation engineering. OCLC 998537807.
- Szarata Andrzej: Modelowanie podróży wzbudzonych oraz tłumionych zmianą stanu infrastruktury transportowej. Kraków: Wydawnictwo Politechniki Krakowskiej, 2013, seria: Monografia – Politechnika Krakowska im. Tadeusza Kościuszki. Inżynieria Lądowa. OCLC 863097011. Brak numerów stron w książce
- Szarata Andrzej: Filling masses as the vibro-acoustic isolation elements in tramway track. 2002, s. 87–96, seria: Archives of Transport. OCLC 999268300.
- Szarata Andrzej: Zastosowanie sztucznych sieci neuronowych w drogownictwie i komunikacji. T. 93: Zeszyty Naukowe. Budownictwo / Politechnika Śląska. 2001, s. 457–466. OCLC 998541372.

## Odznaczenia
- Krzyż Oficerski Orderu Odrodzenia Polski – 2024[7]